# Hoare's Bank
Pour les articles homonymes, voir Hoare.
Hoare's Bank ou C. Hoare & Co est une banque privée britannique fondée en 1672 par Richard Hoare.
Elle est, de nos jours, détenue et dirigée par la onzième génération de ses descendants directs. C'est la deuxième banque la plus ancienne du Royaume-Uni et la cinquième plus ancienne du monde.

## Histoire

### XVIIesiècle
Après avoir terminé son apprentissage, Richard Hoare est libéré de la Goldsmiths' Company le 5 juillet 1672, ce qui marque la fondation de la Hoare's Bank. Il établit son entreprise à l'enseigne de la Golden Bottle à Cheapside dans Londres ; comme la numérotation des rues est inconnue à l'époque, des enseignes servent à distinguer un commerce d'un autre. En 1690, l'entreprise déménage à Fleet Street, sur l'artère principale de Westminster.
Les orfèvres sont alors souvent utilisés pour protéger les espèces et les objets de valeur, les plaçant dans une position unique pour faire évoluer un système bancaire. En 1677, quelque 58 orfèvres gardent des « caisses courantes » et commencent à prêter de l'argent à leurs clients contre intérêt.

### XVIIIesiècle
Au XVIIIe siècle, la banque prospère. Richard Hoare est fait chevalier par la reine Anne en 1702 et devient Lord-maire de Londres en 1712. Après sa mort, l'entreprise continue avec deux de ses fils, Henry et Benjamin. Ils sont tous deux membres de la Society for the Propagation of Christian Knowledge, qui a ouvert un compte chez Hoares en 1711. Beaucoup de ceux qui détiennent les premiers comptes individuels chez Hoare sont également liés à la Society, notamment Lady Elizabeth Hastings (en), Mary Astell et Joseph Smith.
Le fils d'Henry, Henry Hoare II, est associé à la banque pendant près de 60 ans et domine la famille par sa richesse et son charisme. Son surnom, « Le Magnifique », dérive de sa générosité en tant que mécène des arts et de ses dépenses pour Stourhead dans le Wiltshire, une maison de campagne et un domaine achetés par son père. Sous sa direction, la banque introduit de nombreuses innovations, telles que les chèques imprimés.
Peu avant sa mort, John Goodricke est victime d'une transaction frauduleuse à la Hoare's Bank. Un jeune homme présente une lettre de change signée « J Goodricke ». Le commis est méfiant, mais le tireur est familier et on pense que la signature de Goodricke pouvait avoir été affectée par la goutte. Par la suite, le document s'est avéré être un faux et entre-temps, un couple a ouvert un compte en utilisant l'argent dans une autre banque. Lorsqu'une femme arrive à la banque avec une traite sur le nouveau compte, elle est arrêtée et son partenaire est découvert par les Coureurs de Bow Street dans une voiture d'attente. Le jeune homme est rapidement traduit devant le magistrat de Bow Street, mais Goodricke est surpris de découvrir qu'il est le fils d'un de ses jardiniers dans le Yorkshire pour lequel il a obtenu un poste à India House et donné une somme d'argent. Le criminel devient fou et est mort dans la Prison de Newgate en attendant son procès le 2 août 1789.

### XIXesiècle
En 1825, William Christmas détourna 1 000 £ de la banque pour financer sa liaison avec l'actrice Louisa Chatterley (en). Il est condamné à être exilé pendant 14 ans et il est demandé à son père de réparer les pertes de la banque.
En 1829, les locaux de Fleet Street sont reconstruits ; la nouvelle maison bancaire est conçue pour accueillir l'entreprise ainsi qu'une maison privée. À la suite du Bank Charter Act en 1844, bon nombre des quelque 4 000 banques privées ont disparu, mais Hoares résiste sous la direction de Charles Hoare, le dernier associé principal à poursuivre la pratique de donner son nom à la banque.
Après son départ, la banque est presque ruinée par des spéculations infructueuses et une mauvaise gestion par les associés principaux, Henry et Peter Richard. Tous deux sont profondément religieux mais avec des opinions différentes et se relayent pour diriger la banque, chacun étant en charge pendant une période de six mois. Leurs fils, dont Charles Arthur Richard Hoare (en), deviennent également associés et se révèlent financièrement peu fiables, mettant en péril l'avenir de la banque.

### XXesiècle
Un renouveau de fortune pour la banque a lieu au XXe siècle. Les premières années voient la crédibilité de la banque restaurée. Après la Première Guerre mondiale, la plupart des banques privées restantes ont été absorbées par de plus grandes banques, laissant Hoares comme la seule survivante indépendante. Il s'agit d'une société en nom collectif jusqu'en 1929, date à laquelle les associés forment une société privée à responsabilité illimitée, dont ils sont les seuls actionnaires.
Pendant la Seconde Guerre mondiale, les employés de la banque évacuent leurs bureaux, dont le siège social au 37, Fleet Street. Un incendie se déclare lors d'un raid aérien, mais grâce aux actions de certains employés, le bâtiment historique est sauvé. Selon Alexander Hoare, son grand-père Bertram était le gardien de Fleet Street à cette époque et est crédité d'avoir sauvé la banque de l'incendie.

### XXIesiècle
Alexander S. Hoare (en), l'ancien directeur général de la banque, représente la onzième génération à diriger C. Hoare & Co. Il est remplacé par le premier membre non familial à un poste de direction : Jeremy Marshall, ancien directeur du Crédit suisse,. Marshall démissionne et est remplacé par le directeur général adjoint, David Green, en 2016. En 2021, Diana Brightmore-Armour, une vétérane de Lloyds Corporate Banking et de Coca-Cola devient PDG.
En octobre 2016, Hoare vend son activité de gestion de patrimoine à Cazenove Capital Management (en), détenue par Schroders. L'opération est suivie en mars 2017 par la cession de ses activités de négociation de placements et de garde à Canaccord Genuity Wealth Management (en).
En 2018, Rennie Hoare, qui était auparavant à la tête de la philanthropie, est nommé partenaire actionnaire, dans le but d'introduire la « pensée millénaire » dans la banque.
Selon la Sunday Time Rich List (en) en 2019, la famille Hoare vaut 400 millions de livres sterling, soit une augmentation de 40 millions de livres sterling par rapport à l'année précédente. En mars 2019, la banque ouvre une succursale à Cambridge, la première en dehors de Londres.